# Derby Napoli-Salernitana
Il derby Napoli-Salernitana è la sfida che pone di fronte i due club campani.
Il match ha visto le due compagini, nel corso degli anni, confrontarsi tra Serie A, Serie B, Coppa Italia oltre che nel Campionato campano 1945, nel Campionato misto A/B 1945-46 e in gare e trofei amichevoli. Inoltre la Salernitana affrontò anche quei club partenopei da cui ha avuto successivamente origine l'odierno Napoli (il Naples, l'Internazionale Napoli e l'Internaples).

## Storia

### Anni '20: prima della nascita del Napoli
La Salernitana venne fondata nel 1919, mentre il Napoli nel 1926. Prima della nascita del sodalizio partenopeo, i salernitani hanno avuto modo di affrontare le squadre della città di Napoli da cui poi sarebbe nato il club azzurro attuale.
Nella stagione di Prima Categoria 1920-1921 la Salernitana si trovò di fronte il Naples, che vinse 1-0 a Salerno e 2-0 a Napoli. 
In quella successiva la Salernitana affrontò sia il Naples (che batté i salernitani 2-1 a Salerno e 2-0 a Napoli) che l'Internazionale Napoli (anch'essa sconfisse i cugini salernitani prima 3-1 a Salerno e poi 2-0 a Napoli). In entrambi i campionati la Salernitana terminò ultima nel proprio girone. 

Un derby del 1923-1924 tra Salernitanaudax ed Internaples

Gli scarsi risultati spinsero la principale rappresentativa calcistica a fondersi la stagione seguente (Seconda Divisione 1922-1923) con i concittadini dello Sporting Club Audax dando vita alla provvisoria Salernitanaudax, che per una stagione non disputò il campionato ma venne in seguito ammessa alla successiva Prima Divisione. In quella stagione la Salernitanaudax affrontò il FBC Internaples, frutto di una fusione tra Naples e Internapoli, sodalizio dalle cui ceneri nascerà successivamente l'attuale Napoli Calcio. Le sfide di andata (a Salerno) e ritorno (a Napoli) terminarono rispettivamente 5-1 e 5-0 per l'Internaples. L'anno successivo, invece la gara di andata (a Napoli) finì 3-0 per l'Internaples (14 dicembre 1924), quella di ritorno (a Salerno) 1-0 sempre a favore dei napoletani (17 febbraio 1925). Nella stagione successiva la Salernitanaudax e l'Internaples scomparvero dalla scena calcistica e nel 1926 nacque il Napoli Calcio, mentre la Salernitana fu ufficialmente rifondata nel 1927.

### Anni '30: le sfide tra Salernitana eNapoli Riserve

Un'amichevole risalente agli inizi del 1931, prima che i granata iniziassero a sfidare la squadra del Napoli B in terza serie

Attorno agli anni trenta, nel campionato italiano alcuni club di Serie A presentavano anche delle squadre riserve, le quali per un periodo hanno militato nella terza serie italiana. Proprio per tale motivo, nei campionati di terzo livello 1932-33 e 1933-34 la Salernitana si è trovata ad affrontare la squadra riserve del Napoli, il cosiddetto Napoli B. Nella prima stagione, la gara di andata del campionato del girone H si concluse con un 6-3 per la Salernitana, al Littorio di Salerno, con reti di Sudati (S) al 17°, Maffioli (N) al 18°, Panelli (N) al 22°, Finotto (S) al 25°, Miconi (S) al 32°, Miconi (S) al 50°, Finotto (S) al 59°, Sudati (S) al 65°, Borza (N) all'80°; la partita di ritorno, 1-0 per i napoletani con un gol di Sacchi allo scadere. Il torneo terminò con Salernitana quarta in classifica a 25 punti e Napoli B quinto con 24 punti.
Nella stagione successiva le sfide saranno di 4-1 per la Salernitana a Salerno con reti di Codari (S) al 15°, Bergamini (S) al 43°, Ragusa (N) al 51°, Codari (S) al 73° e Finotto (S) all'85°; e di 2-2 a Napoli, con una Salernitana che dapprima passa in vantaggio (Finotto al 7°), poi raddoppia (Carella al 35°), ma si fa rimontare per via delle reti di Gravisi al 49° e di Giraud all'82°. Sarà una stagione in cui il Napoli Riserve si piazzerà settimo, mentre la Salernitana raggiungerà il terzo posto. A partire dalla successiva stagione le "squadre riserve" dei club di Serie A cesseranno l'attività in terza serie, cosicché la Salernitana non si incontrerà mai più con la selezione B dei partenopei.

### Negli anni quaranta

Salernitana-Napoli 1-1, Serie B 1949-50

Il primo derby della storia valevole per una competizione, tra la Salernitana e la prima squadra dell'attuale Napoli Calcio si svolse nel Campionato campano 1945 nello stadio Comunale di Salerno (in seguito intitolato a Vestuti).
La prima partita disputata tra azzurri e granata si concluse con un pareggio: al 35', con il risultato fermo sull'1-1, l'arbitro Stampacchia assegnò un rigore incerto al Napoli; i tifosi della Salernitana insorsero e vennero placati dalle forze dell'ordine. Il rigore, tirato da Mazzetti, si infranse sul palo. Durante e dopo la gara si verificarono incidenti tra tifosi e tra giocatori (Stampacchia addirittura si gettò a terra e si finse morto) e il campo di Salerno fu squalificato a tempo indeterminato.
La prima sfida in campionato si svolse invece nel Campionato Misto del Sud del 1945-1946. La sfida di andata (Napoli, 23 dicembre 1945) finì 1-0 per gli azzurri, quella di ritorno si concluse con un pareggio per 1-1 (Salerno, 3 marzo 1946).

Formazioni di Salernitana e Napoli per un'amichevole del 1965

Nel campionato di Serie A 1947-1948, la gara di andata terminò 3-3 (Salerno, 24 novembre 1947), quella di ritorno 0-0 (Napoli, 11 aprile 1948). La classifica finale vide entrambe le squadre con 34 punti, cosicché la Salernitana per un solo punto non riuscì a salvarsi, ma il Napoli fu declassato all'ultimo posto per un tentativo di corruzione: entrambe le squadre furono quindi retrocesse in serie B per la stagione 1948-49.
Il derby campano 1948-49 di andata terminò con 1-1 (Salerno, 7 novembre 1948), quello di ritorno con la vittoria per 1-0 del Napoli (Napoli, 3 aprile 1949). La Salernitana terminò il campionato al quarto posto con 47 punti (all'epoca solo le prime due classificate salivano in serie A), il Napoli, invece, si classificò con 45 punti al quinto posto. Nella stagione successiva la storia si ripeté: 1-0 a Napoli (20 novembre 1949) e 1-1 a Salerno (16 aprile 1950). In quella stagione il Napoli tornò in serie A, terminando il campionato al primo posto, mentre la Salernitana risultò tredicesima.

### Negli anni ottanta

La Curva Sud della Salernitana nello Stadio Donato Vestuti in occasione della gara Salernitana-Napoli, il derby di Coppa Italia del 1982

Il 18 agosto 1982 i granata riaffrontarono il Napoli, stavolta in Coppa Italia. La partita terminò con la vittoria azzurra con un rigore segnato da Ferrario. A fine gara non mancarono gli scontri tra tifosi e si udì anche un colpo di pistola, che però non ebbe conseguenze.

La formazione della Salernitana allo Stadio San Paolo del 1985 nel derby di Coppa Italia

La successiva sfida tra Salernitana e Napoli si svolse nel 1985 nuovamente in Coppa Italia. La gara terminò 3-1 a favore dei partenopei (Napoli, 1º settembre 1985), con reti di Maradona per il Napoli, Billia su rigore per la Salernitana, nuovamente Maradona (su rigore), e infine Manzo (a causa di un'autorete).

Il granata Conforto contrasta Maradona

### Negli anni novanta e primi duemila
Nella stagione calcistica 1999-2000 granata e azzurri si affrontarono per 4 volte in competizioni ufficiali. Il derby si disputò inizialmente in Coppa Italia, attraverso un meccanismo di andata e ritorno: all'andata la gara si concluse con un 2-0 per la Salernitana grazie ad una doppietta di David Di Michele (Salerno, 15 agosto 1999); al ritorno terminò 3-0 per i napoletani che quindi ebbero accesso al turno successivo della coppa. Nel campionato di Serie B 1999-2000, con i granata reduci da una retrocessione dalla serie A e gli azzurri per il secondo anno di fila in cadetteria, le sfide terminarono 1-1 a Salerno (3 ottobre 1999) e 3-1 per i partenopei a Napoli (5 marzo 2000). In quella stagione il Napoli si classificò al secondo posto e fu promosso in serie A, mentre la Salernitana si piazzò settima.
Con la retrocessione del Napoli in serie B, le due compagini si incontrarono di nuovo nella stagione 2001-2002 e i due derby terminarono 1-1 a Napoli, con gol di Lazzaro al 94' per la Salernitana, da poco entrato in campo (27 gennaio 2002) e 3-1 a Salerno per la Salernitana (10 marzo 2002). Il campionato si concluse con il Napoli al quinto e la Salernitana al sesto posto.
Nella stagione seguente (Serie B 2002-2003) ci furono 3 derby ufficiali: uno in Coppa Italia che terminò 1-1 con reti di David Sesa per il Napoli e Fabio Vignaroli per la Salernitana (Napoli, 25 agosto 2002), e due in campionato: il Napoli perse a Salerno per 2-0, ma vinse in casa per 2-1 (24 novembre - 26 aprile). Il Napoli si classificò quindicesimo, la Salernitana ultima, ma non retrocesse per via del Caso Catania.
Il 17 agosto 2003, a Salerno si svolse un ennesimo match di Coppa Italia, che terminò con uno 0-0. Nel campionato di Serie B 2003-2004 entrambe le sfide tra granata e azzurri finirono 0-0 (9 novembre - 3 aprile), e il Napoli terminò quattordicesimo, la Salernitana quindicesima. Il Napoli fallì nel frattempo, essendo ricostituita una nuova società sportiva denominata Napoli Soccer, la cui ulteriormente acquisirà il titolo sportivo dell'estinto club.
Le ultime partite, dei primi anni duemila, tra Salernitana e Napoli sono due sfide di Coppa Italia: l'una giocata nell'autunno del 2008, negli ottavi di finale, in cui nella gara unica giocata a Napoli i partenopei vincono per 3-1; l'altra all'estate del 2009, in cui nella gara secca del secondo turno giocata al San Paolo (con divieto d'accesso alla tifoseria della Salernitana) la partita finisce 3-0 per i padroni di casa.

### Negli anni duemilaventi
Il 10 maggio 2021, la formazione granata torna in Serie A dopo più di 20 anni, ritrovando i corregionali azzurri come avversari. 
Nella sfida d'andata, giocata a Salerno in un clima di alta tensione con oltre 200 agenti di polizia e divieto di trasferta per gli ospiti, in una gara segnata anche da un'espulsione per entrambe le formazioni, il Napoli si aggiudica il derby grazie alla rete di Piotr Zieliński al 61'.
La gara di ritorno vede invece un controllo agevole degli azzurri, facilitati anche dalle numerose assenze della Salernitana (causa positività al Covid) e dall'assegnazione di due rigori, che s'impongono 4-1 grazie alle reti di Juan Jesus, Mertens, Rrahmani e Insigne. L'unico gol della Salernitana viene realizzato dall'attaccante Bonazzoli, rete del momentaneo pareggio al 33' della prima frazione di gioco su veloce ripartenza.
Nell'anno seguente, la Salernitana si riconferma in Serie A e il derby torna, all'ultima gara del girone d'andata, il 21 gennaio 2023. In casa dei granata, arriva un Napoli al primo posto in classifica, a più nove sul Milan. La partita, vietata ai tifosi di fede azzurra, si conclude con un secco 0-2 per i partenopei con i goal di Di Lorenzo che segna al terzo minuto di recupero del primo tempo e di Osimhen che va in rete al 48'.
La gara di ritorno, inizialmente prevista per il 29 aprile 2023, venne giocata il giorno seguente poiché, in caso di sconfitta della Lazio contro l'Inter, se il Napoli avesse battuto i corregionali sarebbe stato scudetto matematico. Nonostante la sconfitta proprio del club romano, i padroni di casa impatteranno in un pareggio per 1-1 dopo essere passati in vantaggio con un gol di Olivera poco dopo l'ora di gioco, rimandando il trionfo al 4 maggio.
A distanza di poco più di 6 mesi, il 4 novembre, il Napoli si impone nuovamente col punteggio di 0-2 grazie alle reti di Raspadori in avvio di partita ed Elmas sul finire della seconda frazione, ottenendo il terzo successo consecutivo all'Arechi.
Il 13 gennaio 2024 il derby inaugura il girone di ritorno del campionato, mettendo di fronte un Napoli in un periodo di netta difficoltà e una Salernitana che, seppur ultima, in netta ripresa. I granata passano in vantaggio al 29' con un gol da fuori di Candreva, mentre al termine dei primi 45' gli azzurri pareggiano con un penalty di Politano. Alla fine i padroni di casa si impongono per 2-1 grazie a un gol del difensore kosovaro Rrahmani in mischia allo scadere del recupero.

## Lista dei risultati
| Nº | Data       | Stadio                   | Competizione                  | Casa        | Risultato | Trasferta   | Gol Napoli                                                            | Gol Salernitana                                  | Referto |
| -- | ---------- | ------------------------ | ----------------------------- | ----------- | --------- | ----------- | --------------------------------------------------------------------- | ------------------------------------------------ | ------- |
| 1  | 11/03/1945 | Stadio Arturo Collana    | Campionato campano 1945       | Napoli      | 1 – 1     | Salernitana | 27' Rosellini                                                         | 57' Valese                                       |         |
| 2  | 13/05/1945 | Stadio Comunale          | Campionato campano 1945       | Salernitana | 1 – 1     | Napoli      | 25' Venditto                                                          | 18' Margiotta                                    |         |
| 3  | 23/12/1945 | Stadio Arturo Collana    | Divisione Nazionale 1945-1946 | Napoli      | 1 - 0     | Salernitana | 47' Verrina                                                           |                                                  |         |
| 4  | 24/03/1946 | Stadio Comunale          | Divisione Nazionale 1945-1946 | Salernitana | 1 – 1     | Napoli      | 60' Andreolo                                                          | 50' Colaneri                                     |         |
| 5  | 02/11/1947 | Stadio Comunale          | Serie A 1947-1948             | Salernitana | 3 – 3     | Napoli      | 21' Barbieri, 32', 89' Di Benedetti                                   | 51' Onorato, 59' (rig.) Buzzegoli, 86' Vaschetto |         |
| 6  | 11/04/1948 | Stadio Arturo Collana    | Serie A 1947-1948             | Napoli      | 0 – 0     | Salernitana |                                                                       |                                                  |         |
| 7  | 07/11/1948 | Stadio Comunale          | Serie B 1948-1949             | Salernitana | 1 – 1     | Napoli      | 2' (aut.) Scopigno                                                    | 13' Flumini                                      |         |
| 8  | 03/04/1949 | Stadio Arturo Collana    | Serie B 1948-1949             | Napoli      | 1 - 0     | Salernitana | 35' Krieziu                                                           |                                                  |         |
| 9  | 20/11/1949 | Stadio Arturo Collana    | Serie B 1949-1950             | Napoli      | 1 - 0     | Salernitana | 86' (rig.) Soldani                                                    |                                                  |         |
| 10 | 16/04/1950 | Stadio Comunale          | Serie B 1949-1950             | Salernitana | 1 – 1     | Napoli      | 82' Gramaglia                                                         | 47' Marini                                       |         |
| 11 | 18/08/1982 | Stadio Vestuti           | Coppa Italia 1982-1983        | Salernitana | 0 - 1     | Napoli      | 47' (rig.) Ferrario                                                   |                                                  |         |
| 12 | 01/09/1985 | Stadio San Paolo         | Coppa Italia 1985-1986        | Napoli      | 3 - 1     | Salernitana | 5', 35' (rig.) Maradona, 77' (aut.) Manzo                             | 25' (rig.) Billia                                |         |
| 13 | 15/08/1999 | Stadio Arechi            | Coppa Italia 1999-2000        | Salernitana | 2 - 0     | Napoli      |                                                                       | 32', 75' Di Michele                              |         |
| 14 | 01/09/1999 | Stadio San Paolo         | Coppa Italia 1999-2000        | Napoli      | 3 - 0     | Salernitana | 39' Lucenti, 47' (aut.) Parisi, 67' Turrini                           |                                                  |         |
| 15 | 04/10/1999 | Stadio Arechi            | Serie B 1999-2000             | Salernitana | 1 – 1     | Napoli      | 44' Schwoch                                                           | 78' Stefano Guidoni                              |         |
| 16 | 05/03/2000 | Stadio San Paolo         | Serie B 1999-2000             | Napoli      | 3 - 1     | Salernitana | 21' Stellone, 24', 39' Lucenti                                        | 7' Rossi                                         |         |
| 17 | 27/01/2002 | Stadio San Paolo         | Serie B 2001-2002             | Napoli      | 1 – 1     | Salernitana | 64' Villa                                                             | 94' Lázzaro                                      |         |
| 18 | 10/03/2002 | Stadio Arechi            | Serie B 2001-2002             | Salernitana | 3 - 1     | Napoli      | 73' Stellone                                                          | 4' Vignaroli, 39' Tedesco, 63' Bellotto          |         |
| 19 | 25/08/2002 | Stadio San Paolo         | Coppa Italia 2002-2003        | Napoli      | 1 – 1     | Salernitana | 60' Sesa                                                              | 78' Vignaroli                                    |         |
| 20 | 24/11/2002 | Stadio Arechi            | Serie B 2002-2003             | Salernitana | 2 - 0     | Napoli      |                                                                       | 18' (rig.) Baggio, 28' Zoro                      |         |
| 21 | 26/04/2003 | Stadio San Paolo         | Serie B 2002-2003             | Napoli      | 2 - 1     | Salernitana | 9' Stellone, 76' Dionigi                                              | 37' Babú                                         |         |
| 22 | 17/08/2003 | Stadio Arechi            | Coppa Italia 2003-2004        | Salernitana | 0 – 0     | Napoli      |                                                                       |                                                  |         |
| 23 | 09/11/2003 | Stadio Nuovo Romagnoli   | Serie B 2003-2004             | Napoli      | 0 – 0     | Salernitana |                                                                       |                                                  |         |
| 24 | 04/04/2004 | Stadio Arechi            | Serie B 2003-2004             | Salernitana | 0 – 0     | Napoli      |                                                                       |                                                  |         |
| 25 | 12/11/2008 | Stadio San Paolo         | Coppa Italia 2008-2009        | Napoli      | 3 - 1     | Salernitana | 15 (aut.) Peccarisi, 25' Piá, 53 (rig.) Hamšík                        | 50' Di Napoli                                    |         |
| 26 | 16/08/2009 | Stadio San Paolo         | Coppa Italia 2009-2010        | Napoli      | 3 - 0     | Salernitana | 29' Maggio, 43' Lavezzi, 84' Hoffer                                   |                                                  |         |
| 27 | 31/10/2021 | Stadio Arechi            | Serie A 2021-2022             | Salernitana | 0 - 1     | Napoli      | 61' Zieliński                                                         |                                                  |         |
| 28 | 23/01/2022 | Stadio Diego A. Maradona | Serie A 2021-2022             | Napoli      | 4 - 1     | Salernitana | 17' Juan Jesus, 45+4' (rig.) Mertens, 47' Rrahmani, 53 (rig.) Insigne | 33' Bonazzoli                                    |         |
| 29 | 21/01/2023 | Stadio Arechi            | Serie A 2022-2023             | Salernitana | 0 - 2     | Napoli      | 45+3' Di Lorenzo, 48' Osimhen                                         |                                                  |         |
| 30 | 30/04/2023 | Stadio Diego A. Maradona | Serie A 2022-2023             | Napoli      | 1 - 1     | Salernitana | 62' Olivera                                                           | 84' Dia                                          |         |
| 31 | 04/11/2023 | Stadio Arechi            | Serie A 2023-2024             | Salernitana | 0 - 2     | Napoli      | 13' Raspadori, 82' Elmas                                              |                                                  |         |
| 32 | 13/01/2024 | Stadio Diego A. Maradona | Serie A 2023-2024             | Napoli      | 2 - 1     | Salernitana | 45+4' (rig.) Politano, 90+6' Rrahmani                                 | 29' Candreva                                     |         |

## Statistiche
Dati aggiornati al 14 Gennaio 2024

### Quadro complessivo
La seguente tabella indica tutte le sfide ufficiali disputate tra Salernitana e Napoli, sia a Salerno, che a Napoli e in campo neutro. 
|              | Gare | Vittorie Napoli | Pareggi | Vittorie Salernitana | Gol Napoli | Gol Salernitana |
| Serie A      | 10   | 6               | 4       | 0                    | 17         | 7               |
| Serie B      | 12   | 4               | 6       | 2                    | 12         | 11              |
| Coppa Italia | 8    | 5               | 2       | 1                    | 14         | 5               |
| Totale       | 30   | 15              | 12      | 3                    | 43         | 23              |

### In casa del Napoli
La seguente tabella conteggia tutte le gare ufficiali tra Napoli e Salernitana quando il Napoli è risultato giocare in casa (dunque viene conteggiata anche la partita di Coppa Italia sul neutro di Campobasso per squalifica del campo partenopeo).
|              | Gare | Vittorie Napoli | Pareggi | Vittorie Salernitana | Gol Napoli | Gol Salernitana |
| Serie A      | 5    | 2               | 2       | 0                    | 8          | 3               |
| Serie B      | 6    | 4               | 2       | 0                    | 8          | 3               |
| Coppa Italia | 5    | 4               | 1       | 0                    | 13         | 3               |
| Totale       | 16   | 10              | 5       | 0                    | 29         | 9               |

### In casa della Salernitana
La seguente tabella conteggia tutte le gare ufficiali tra Salernitana e Napoli giocate in casa della Salernitana.
|              | Gare | Vittorie Napoli | Pareggi | Vittorie Salernitana | Gol Napoli | Gol Salernitana |
| Serie A      | 5    | 3               | 2       | 0                    | 9          | 4               |
| Serie B      | 6    | 0               | 4       | 2                    | 4          | 8               |
| Coppa Italia | 3    | 1               | 1       | 1                    | 1          | 2               |
| Totale       | 14   | 4               | 7       | 3                    | 14         | 14              |

### Marcatori
| \| Posizione \| Nome \| Squadra \| Reti \| \| --------- \| ---------------------- \| ----------- \| ---- \| \| 1° \| Roberto Stellone \| Napoli \| 3 \| \| 1° \| Giorgio Lucenti \| Napoli \| 3 \| \| 3° \| Dante Di Benedetti \| Napoli \| 2 \| \| 3° \| David Di Michele \| Salernitana \| 2 \| \| 3° \| Diego Armando Maradona \| Napoli \| 2 \| \| 3° \| Amir Rrahmani \| Napoli \| 2 \| \| 3° \| Fabio Vignaroli \| Salernitana \| 2 \| \| 8° \| Luigi Rosellini \| Napoli \| 1 \| \| 8° \| Antonio Valese \| Salernitana \| 1 \| \| 8° \| Vincenzo Margiotta \| Salernitana \| 1 \| \| 8° \| Giovanni Venditto \| Napoli \| 1 \| \| 8° \| Andrea Verrina \| Napoli \| 1 \| \| 8° \| Lelio Colaneri \| Salernitana \| 1 \| \| 8° \| Michele Andreolo \| Napoli \| 1 \| \| 8° \| Carlo Barbieri \| Napoli \| 1 \| \| 8° \| Elio Onorato \| Salernitana \| 1 \| \| 8° \| Ivo Buzzegoli \| Salernitana \| 1 \| \| 8° \| Sebastiano Vaschetto \| Salernitana \| 1 \| \| 8° \| Dandolo Flumini \| Salernitana \| 1 \| \| 8° \| Naim Krieziu \| Napoli \| 1 \| \| 8° \| Eto Soldani \| Napoli \| 1 \| \| 8° \| Eros Marini \| Salernitana \| 1 \| \| 8° \| Bruno Gramaglia \| Napoli \| 1 \| \| 8° \| Moreno Ferrario \| Napoli \| 1 \| \| 8° \| Marco Billia \| Salernitana \| 1 \| \| 8° \| Francesco Turrini \| Napoli \| 1 \| \| 8° \| Stefan Schwoch \| Napoli \| 1 \| \| 8° \| Stefano Guidoni \| Salernitana \| 1 \| \| 8° \| Marco Rossi \| Salernitana \| 1 \| \| 8° \| Matteo Villa \| Napoli \| 1 \| \| 8° \| Leandro Lázzaro \| Salernitana \| 1 \| \| 8° \| Giacomo Tedesco \| Salernitana \| 1 \| \| 8° \| Daniele Bellotto \| Salernitana \| 1 \| \| 8° \| David Sesa \| Napoli \| 1 \| \| 8° \| Eddy Baggio \| Salernitana \| 1 \| \| 8° \| Marco André Zoro \| Salernitana \| 1 \| \| 8° \| Babú \| Salernitana \| 1 \| \| 8° \| Davide Dionigi \| Napoli \| 1 \| \| 8° \| Inacio Pià \| Napoli \| 1 \| \| 8° \| Arturo Di Napoli \| Salernitana \| 1 \| \| 8° \| Marek Hamšík \| Napoli \| 1 \| \| 8° \| Christian Maggio \| Napoli \| 1 \| \| 8° \| Ezequiel Lavezzi \| Napoli \| 1 \| \| 8° \| Erwin Hoffer \| Napoli \| 1 \| \| 8° \| Piotr Zieliński \| Napoli \| 1 \| \| 8° \| Juan Jesus \| Napoli \| 1 \| \| 8° \| Federico Bonazzoli \| Salernitana \| 1 \| \| 8° \| Dries Mertens \| Napoli \| 1 \| \| 8° \| Lorenzo Insigne \| Napoli \| 1 \| \| 8° \| Giovanni Di Lorenzo \| Napoli \| 1 \| \| 8° \| Victor Osimhen \| Napoli \| 1 \| \| 8° \| Mathias Olivera \| Napoli \| 1 \| \| 8° \| Boulaye Dia \| Salernitana \| 1 \| \| 8° \| Giacomo Raspadori \| Napoli \| 1 \| \| 8° \| Eljif Elmas \| Napoli \| 1 \| \| 8° \| Antonio Candreva \| Salernitana \| 1 \| \| 8° \| Matteo Politano \| Napoli \| 1 \| |                        |             |      |
| Posizione | Nome                   | Squadra     | Reti |
| 1° | Roberto Stellone       | Napoli      | 3    |
| 1° | Giorgio Lucenti        | Napoli      | 3    |
| 3° | Dante Di Benedetti     | Napoli      | 2    |
| 3° | David Di Michele       | Salernitana | 2    |
| 3° | Diego Armando Maradona | Napoli      | 2    |
| 3° | Amir Rrahmani          | Napoli      | 2    |
| 3° | Fabio Vignaroli        | Salernitana | 2    |
| 8° | Luigi Rosellini        | Napoli      | 1    |
| 8° | Antonio Valese         | Salernitana | 1    |
| 8° | Vincenzo Margiotta     | Salernitana | 1    |
| 8° | Giovanni Venditto      | Napoli      | 1    |
| 8° | Andrea Verrina         | Napoli      | 1    |
| 8° | Lelio Colaneri         | Salernitana | 1    |
| 8° | Michele Andreolo       | Napoli      | 1    |
| 8° | Carlo Barbieri         | Napoli      | 1    |
| 8° | Elio Onorato           | Salernitana | 1    |
| 8° | Ivo Buzzegoli          | Salernitana | 1    |
| 8° | Sebastiano Vaschetto   | Salernitana | 1    |
| 8° | Dandolo Flumini        | Salernitana | 1    |
| 8° | Naim Krieziu           | Napoli      | 1    |
| 8° | Eto Soldani            | Napoli      | 1    |
| 8° | Eros Marini            | Salernitana | 1    |
| 8° | Bruno Gramaglia        | Napoli      | 1    |
| 8° | Moreno Ferrario        | Napoli      | 1    |
| 8° | Marco Billia           | Salernitana | 1    |
| 8° | Francesco Turrini      | Napoli      | 1    |
| 8° | Stefan Schwoch         | Napoli      | 1    |
| 8° | Stefano Guidoni        | Salernitana | 1    |
| 8° | Marco Rossi            | Salernitana | 1    |
| 8° | Matteo Villa           | Napoli      | 1    |
| 8° | Leandro Lázzaro        | Salernitana | 1    |
| 8° | Giacomo Tedesco        | Salernitana | 1    |
| 8° | Daniele Bellotto       | Salernitana | 1    |
| 8° | David Sesa             | Napoli      | 1    |
| 8° | Eddy Baggio            | Salernitana | 1    |
| 8° | Marco André Zoro       | Salernitana | 1    |
| 8° | Babú                   | Salernitana | 1    |
| 8° | Davide Dionigi         | Napoli      | 1    |
| 8° | Inacio Pià             | Napoli      | 1    |
| 8° | Arturo Di Napoli       | Salernitana | 1    |
| 8° | Marek Hamšík           | Napoli      | 1    |
| 8° | Christian Maggio       | Napoli      | 1    |
| 8° | Ezequiel Lavezzi       | Napoli      | 1    |
| 8° | Erwin Hoffer           | Napoli      | 1    |
| 8° | Piotr Zieliński        | Napoli      | 1    |
| 8° | Juan Jesus             | Napoli      | 1    |
| 8° | Federico Bonazzoli     | Salernitana | 1    |
| 8° | Dries Mertens          | Napoli      | 1    |
| 8° | Lorenzo Insigne        | Napoli      | 1    |
| 8° | Giovanni Di Lorenzo    | Napoli      | 1    |
| 8° | Victor Osimhen         | Napoli      | 1    |
| 8° | Mathias Olivera        | Napoli      | 1    |
| 8° | Boulaye Dia            | Salernitana | 1    |
| 8° | Giacomo Raspadori      | Napoli      | 1    |
| 8° | Eljif Elmas            | Napoli      | 1    |
| 8° | Antonio Candreva       | Salernitana | 1    |
| 8° | Matteo Politano        | Napoli      | 1    |